# Grupa Muzyczna „Pod Budą” Kraków
Grupa Muzyczna „Pod Budą” Kraków – pierwszy studyjny album grupy Pod Budą wydany w 1980.
Na płycie nagranej w styczniu 1980 znajduje się m.in. „Bardzo smutna piosenka retro”, która zdobyła wielką popularność i przyczyniła się do sukcesu zespołu. Autorem tekstów wszystkich piosenek jest Andrzej Sikorowski a muzykę skomponowali Jan Hnatowicz oraz Andrzej Sikorowski.
Winylowy album wydany został przez Polskie Nagrania „Muza” (SX 1877). Reedycja na płycie kompaktowej ukazała się w 2001 nakładem wytwórni Pomaton EMI. CD zawiera pięć dodatkowych utworów pochodzących z lat 1981–1989.

## Muzycy
- Chariklia Motsiou – chórki, instrumenty perkusyjne
- Anna Treter – śpiew, instrumenty perkusyjne
- Krzysztof Gawlik – skrzypce, chórki
- Jan Hnatowicz – gitara akustyczna, gitara elektryczna
- Andrzej Sikorowski – śpiew, gitara akustyczna, mandolina
- Andrzej Żurek – gitara basowa, chórki

gościnnie:
- Andrzej Kubacki – perkusja, instrumenty perkusyjne

W nagraniach utworów dodatkowych (CD) udział wzięli:
- Anna Treter – śpiew, instrumenty klawiszowe (12, 13, 16)
- Jerzy Dąbrowski – perkusja (14, 15)
- Jan Hnatowicz – gitara akustyczna i elektryczna (14, 15)
- Paweł Ostafil – harmonijka ustna (14)
- Grzegorz Schneider – perkusja (12, 13, 16)
- Andrzej Sikorowski – śpiew, gitara akustyczna
- Marek Tomczyk – gitara akustyczna i elektryczna (12, 13, 16)
- Andrzej Żurek – gitara basowa

## Lista utworów
Strona A
| 1. | „Piosenka o mojej ulicy” (muz. i sł. A. Sikorowski)                           | 3:05  |
|    |                                                                               |       |
| 2. | „Gdy mnie kochać przestaniesz” (muz. J. Hnatowicz, sł. A. Sikorowski)         | 2:43  |
|    |                                                                               |       |
| 3. | „Bardzo smutna piosenka retro” (muz. i sł. A. Sikorowski)                     | 2:45  |
|    |                                                                               |       |
| 4. | „Piosenka o bajkach” (muz. J. Hnatowicz, sł. A. Sikorowski)                   | 3:32  |
|    |                                                                               |       |
| 5. | „Przy niedzieli zabawa” (muz. J. Hnatowicz, A. Sikorowski, sł. A. Sikorowski) | 3:10  |
|    |                                                                               |       |
| 6. | „Ballada o drugim brzegu” (muz. J. Hnatowicz, sł. A. Sikorowski)              | 3:33  |
|    |                                                                               |       |
|    |                                                                               | 18:48 |
|    |                                                                               |       |
Strona B

Utwory dodatkowe (tylko na reedycji CD):
| 12. | „Ballada o krawcu” (muz. i sł. A. Sikorowski)                        | 3:13  |
|     |                                                                      |       |
| 13. | „Senna” (muz. A. Treter, sł. A. Sikorowski)                          | 3:47  |
|     |                                                                      |       |
| 14. | „Impresario i poeta” (muz. J. Hnatowicz, sł. K.I. Gałczyński)        | 3:50  |
|     |                                                                      |       |
| 15. | „Prośba o wyspy szczęśliwe” (muz. J. Hnatowicz, sł. K.I. Gałczyński) | 4:23  |
|     |                                                                      |       |
| 16. | „Piosenka o przeprowadzce” (muz. i sł. A. Sikorowski)                | 2:57  |
|     |                                                                      |       |
|     |                                                                      | 18:10 |
|     |                                                                      |       |

## Informacje uzupełniające
- Reżyser nagrania – Jacek Złotkowski
- Operator dźwięku – Michał Gola
- Projekt graficzny – Juliusz Dziamski